# Wola Osowińska

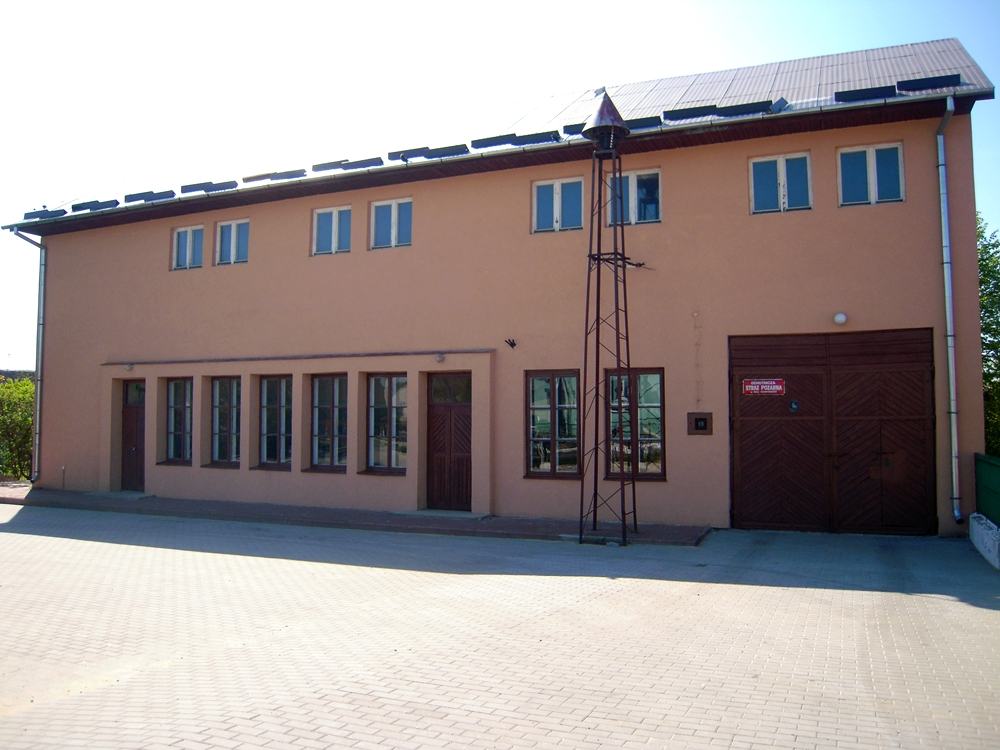
Remiza OSP Wola Osowińska

Wola Osowińska – wieś w Polsce położona w województwie lubelskim, w powiecie radzyńskim, w gminie Borki.
Wieś stanowi sołectwo gminy Borki. Według Narodowego Spisu Powszechnego z roku 2011 wieś liczyła 945 mieszkańców.

## Położenie
Wola Osowińska jest położona w zachodniej części gminy Borki i powiatu radzyńskiego. Od północy sąsiaduje z Krasewem, a raczej z jego częściami – Sachalinem i Rudą. Od północo-wschodu z Olszewnicą. Od wschodu z Osownem. Od południo-wschodu z Pasmugami. Od południo-zachodu z Nowinami. Od zachodu z Oszczepalinem Drugim. Obok miejscowości przepływa rzeka Mała Bystrzyca, która zaraz za wsią wpada do Bystrzycy. Wola Osowińska jest położona na wysokości 157 m n.p.m.
W podziale fizycznogeograficznym Wola Osowińska znajduje się na pograniczu Niziny Południowopodlaskiej i Polesia Zachodniego, w granicach Równiny Łukowskiej, Równiny Parczewskiej i Zaklęsłości Łomaskiej.
W podziale historycznym wieś leży w granicach Ziemi Łukowskiej.
Wola Osowińska ma powierzchnię ok. 13 kilometrów kwadratowych, a gęstość zaludnienia wynosi 71 os/km².

## Części wsi
| SIMC    | Nazwa    | Rodzaj    |
| ------- | -------- | --------- |
| 0379070 | Filipina | część wsi |
| 0379086 | Hektary  | część wsi |
| 0379092 | Krzywie  | część wsi |

## Środowisko naturalne

### Przyroda
Głównym typem zieleni są lasy, rozległe łąki, położone na południowych obrzeżach i w środku wsi, oraz tereny parkowe reprezentowane przez położony w centrum i pełniący funkcję parku wiejskiego Zespół Dworsko Parkowo Kościelny znajdujący się przy ulicy Parkowej.
Obok miejscowości przepływ Mała Bystrzyca, która zaraz za wsią wpada do Bystrzycy.

### Klimat
Wola Osowińska znajduje się w obrębie klimatu przejściowego umiarkowanego. Notuje się dużą roczną amplitudę temperatury między latem a zimą (śr. 22 °C). Miesiącami najcieplejszymi są lipiec i sierpień, zaś najzimniejszymi styczeń i grudzień.

## Historia
Najstarsze zapisy o Woli Osowińskiej pochodzą z ksiąg parafii Kock z 1526 roku o przekazanej dziesięcinie na kościół, jednak prawdopodobnie wieś została założona na początku XVI w. i jej nazwa była pisana przez dwa „s”. W latach 1944–1950, 1950–1957, 1957–1975 i 1975–1998 miejscowość administracyjnie należała do ówczesnego województwa lubelskiego. Do 1954 wieś administracyjnie leżała w powiecie łukowskim, gminie Wojcieszków. W tym samym roku zniesiono gminy, w których miejsce powstały mniejsze jednostki organizacji administracyjnej – Gromadzkie Rady Narodowe. Ta organizacja administracyjna powstała również w Woli Osowińskiej (gromada Wola Osowińska) oraz została włączona do powiatu radzyńskiego. W 1973 roku wraz z rozwiązaniem GRN gromada Wola Osowińska została włączona do leżącej w powiecie radzyńskim gminy Borki. Gmina to została utworzona z terenu gromad: Wola Osowińska i Borki. Stolicą gminy zostały Borki, z powodu niechęci mieszkańców Oszczepalin A i B przynależnością do planowanej gminy Wola Osowińska.

## Zabytki
- Zespół Dworsko Parkowo Kościelny:
  - dwór parterowy, którego daty budowy dokładnie nie ustalono; piętrowe skrzydło dobudowane w 1906 roku.
  - Kościół Wniebowzięcia NMP z 1856. Rozbudowany.
  - Park krajobrazowy założony na przełomie XIX i XX wieku z alejami i okazałymi dębami, lipami i wiązami.
- Dąb dewajtis
- Aleja lipowa wzdłuż drogi Wola Osowińska – Oszczepalin.
- Gorzelnia i młyn dworski.
- Budynek przy ulicy Wesołej wybudowany dla potrzeb spółdzielni Wolanki w latach 40. XX wieku. Obecnie własność GS „SCh” w Borkach i siedziba sklepu GS „SCh” Groszek w Woli Osowińskiej.
- Kapliczki:
  - Na skrzyżowaniu ulic Górnej i 22 Lipca.
  - Przy ulicy Parkowej w stronę Krasewa.

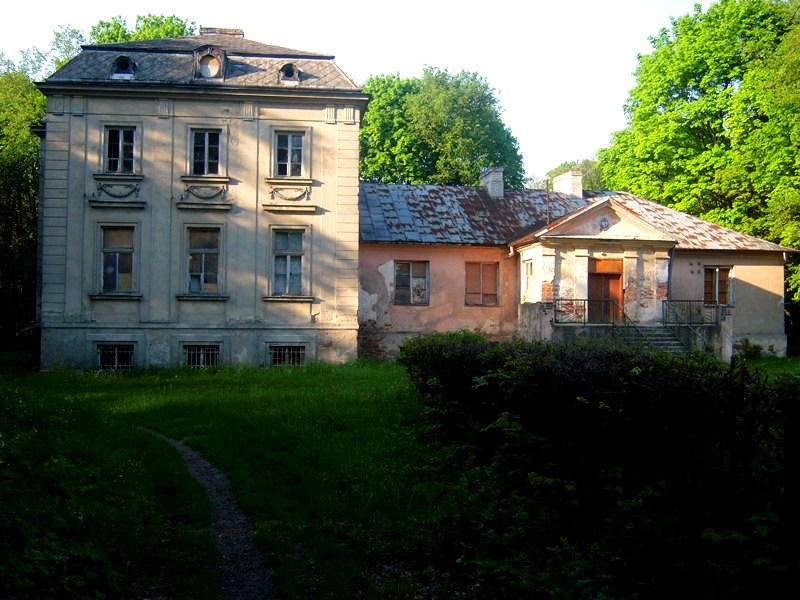
Dwór
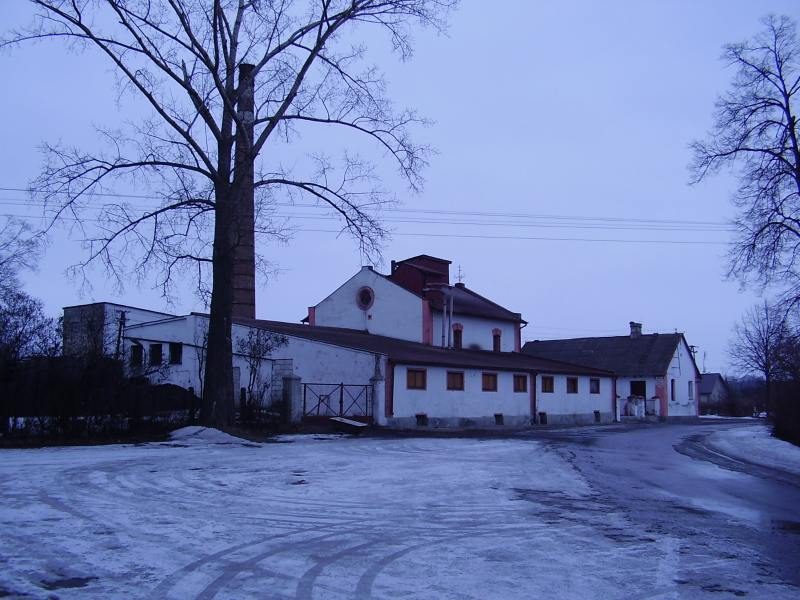
Działająca gorzelnia
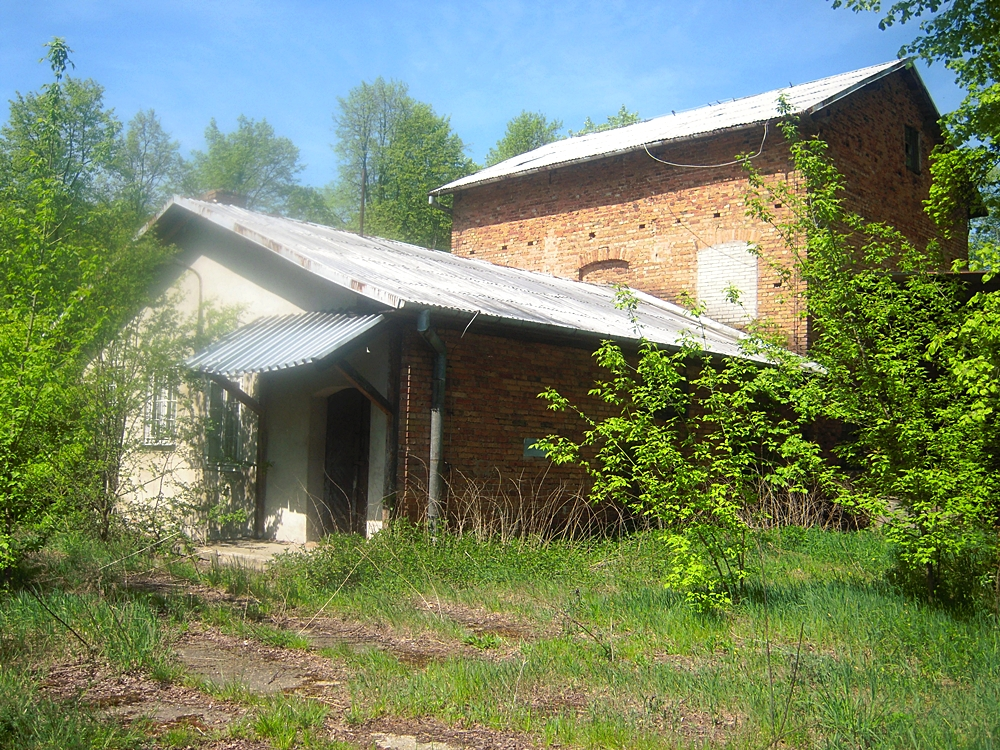
Młyn dworski obecnie niedziałający
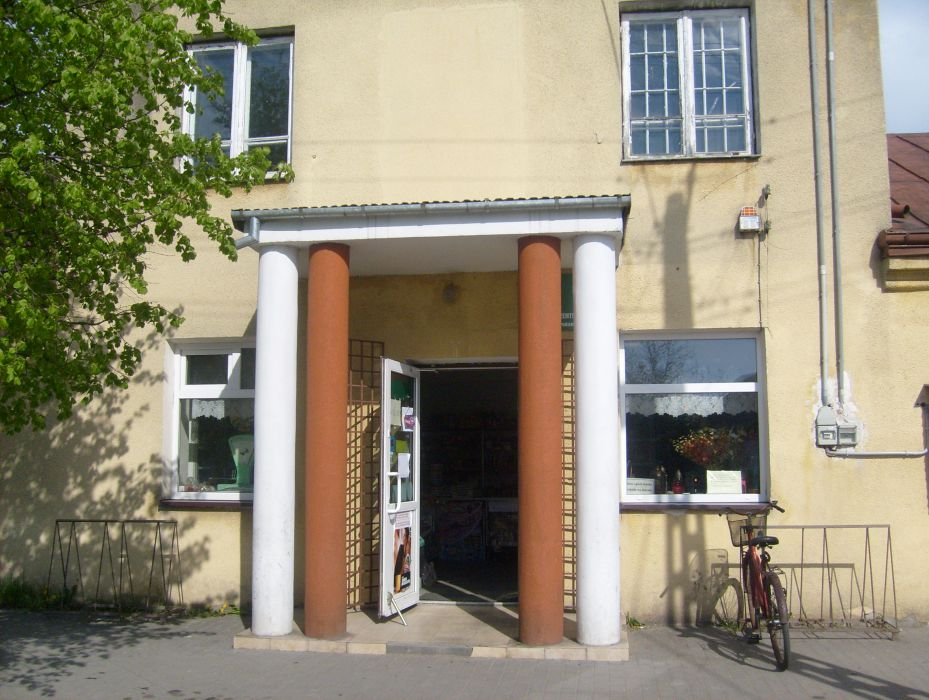
Sklep nr 11 GS „SCh” Borki

## Miejsca pamięci narodowej z czasów wojen

### I wojna światowa
- Pomnik upamiętniający żołnierzy 4 Pułku Piechoty i 1 Brygady Legionów Polskich walczących w Woli Osowińskiej

### II wojna światowa
- Obelisk upamiętniający twórcę Dywizjonu 303 płk. pil. Zdzisława Krasnodębskiego
- Pomnik poświęcony poległym na frontach wojny mieszkańcom Woli Osowińskiej
- Krzyż upamiętniający męczeńską śmierć żołnierza Batalionów Chłopskich – Henryka Misiaka
- Krzyż wystawiony przez mieszkańca Woli Osowińskiej – Aleksandra Kryjaka za uniknięcie śmierci w czasie II wojny światowej
- 3 Mogiły zbiorowe Żołnierzy Nieznanych na cmentarzu parafialnym
- Mogiły żołnierzy Batalionów Chłopskich na cmentarzu parafialnym
- Mogiły rodzinne Rogulskich i Kożuchów zabitych w czasie pacyfikacji w Nowinach koło Woli Osowińskiej

## Gospodarka

### Rolnictwo
Wola Osowińska ma powierzchnię ok. 13 kilometrów kwadratowych z czego większość to tereny uprawne. We wsi przeważa uprawa zbóż, oraz chów trzody chlewnej, bydła i drobiu. Większość gospodarstw to gospodarstwa tradycyjne

### Przemysł
Na terenie Woli Osowińskiej działalność gospodarczą prowadzą następujące zakłady przemysłowe:
- Piekarnia Stary Piekarz
- Przedsiębiorstwo Wielobranżowe Export -Imoort Gorzelnia Wola Osowińska

### Usługi
W Woli Osowińskiej kilka podmiotów gospodarczych prowadzi gospodarkę usługową, są to:
- GS „SCh” Groszek w Woli Osowińskiej
- Firma Handlowo – Usługowa – Izabela Smogorzewska (dwa sklepy Lewiatan)
- Praktyka Lekarza Rodzinnego Zbigniew i Lidia Lipko
- Praktyka stomatologiczna Barbara Mańko
- Zakład Usługowo – Handlowy Transport – Import – Export Zbigniew Kożuch
- Zakład Fryzjerski Agnieszka

## Komunikacja
Komunikację autobusową w Woli Osowińskiej utrzymuje PKS Radzyń Podlaski S.A. oraz PKS Łuków S.A., które zapewniają Woli Osowińskiej dostęp do miast tj. Radzyń Podlaski czy też Łuków itp. oraz do bliższych i dalszych wsi.
W miejscowości dzięki m.in. w większości z asfaltowanych dróg bardzo dobrze rozwinięta jest komunikacja samochodowa.

## Kultura
Wola Osowińska stanowi centrum kulturalne w gminie Borki. Znajduje się tutaj założony w 1976 roku Gminny Ośrodek Kultury, który prowadzi świetlicę wiejską, organizuje konkursy i przeglądy oraz wiele innych imprezy, w GOK-u prowadzone są również zajęć, które uświetniają wiedzę dzieci i młodzieży wiejskiej z terenu całej gminy. We wsi znajduje się również Towarzystwo Regionalne założone w 1977 roku. Prowadzi one na terenie wsi wiele imprez, które dobre imię wsi rozgłaszają po całym województwie lubelskim, a nawet dalej. Od 1977 roku Towarzystwo prowadzi Muzeum Regionalne w Woli Osowińskiej, którego ekspozycja liczy ponad 2000 sztuk zabytków muzealnych. Na terenie wsi działa również Koło Gospodyń Wiejskich, które prowadzi współpracę z GOK-iem oraz Towarzystwem Regionalnym. Mieszkańcy wsi swoją kulturę słowa mogą poszerzać dzięki działającej od 1955 roku Gminnej Bibliotece Publicznej w Borkach z filią w Woli Osowińskiej, w której znajdują się setki książek. O Woli Osowińskiej napisanych jest dziesiątki pieśni i piosenek.

## Media

### Telewizja
- TVP Lublin – regionalny kanał Telewizji Polskiej z Lublina, dostępny w ramach cyfrowej telewizji naziemnej

### Radio
- Radio Lublin 103,1 FM – lubelska rozgłośnia regionalna należąca do Polskiego Radia.
- Katolickie Radio Podlasie 101,7 FM – podlaska regionalna stacja radiowa o charakterze religijnym nadająca z Siedlec.

### Prasa
- Dziennik Wschodni, oddział w Białej Podlaskiej
- Kurier Lubelski
- Słowo Podlasia, Grupa Wydawnicza „Słowo” Sp. z o.o.
- Wspólnota Radzyńska
- Opinie
- Radzynianka

### Internet
- dziennikwschodni.pl – lubelski serwis informacyjny
- kurierlubelski.pl – lubelski serwsis informacyjny
- slowopodlasia.pl – portal informacyjny powiązany z tygodnikiem Słowo Podlasia
- podlasie24.pl – podlaski portal informacyjny powiązany z Katolickim Radiem Podlasie
- iledzisiaj.pl – radzyński portal informacyjny
- e-wspolnota.com – regionalny portal informacyjny
- wolaosowinska.blogspot.com – portal informacyjny Zespołu Placówek Oświatowych w Woli Osowińskiej, oraz Woli Osowińskiej
- gok.superhost.pl – strona internetowa Gminnego Ośrodka Kultury w Woli Osowińskiej, która zajmuje się przekazem informacji z życia GOK-u i Woli Osowińskiej

## Edukacja
- Zespół Placówek Oświatowych ul. Parkowa 7
  - Gimnazjum
  - Szkoła Podstawowa im. płk. pil. Zdzisława Krasnodębskiego w Woli Osowińskiej
  - Przedszkole
- Zespół Szkół Rolniczych ul. Parkowa 7
  - Technikum im. Wincentego Witosa
  - Liceum dla dorosłych
  - Zasadnicza Szkoła Zawodowa

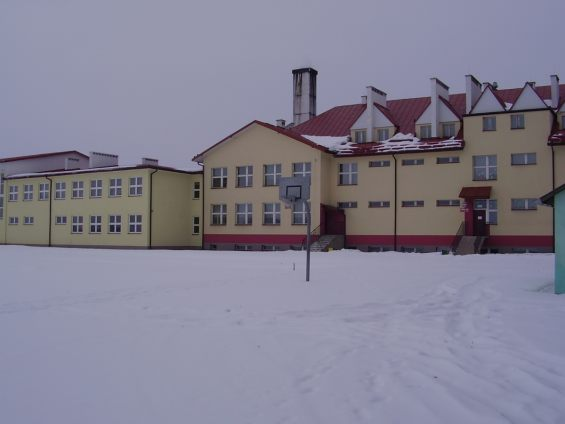
Zespół Placówek Oświatowych wraz z Zespołem Szkół Rolniczych
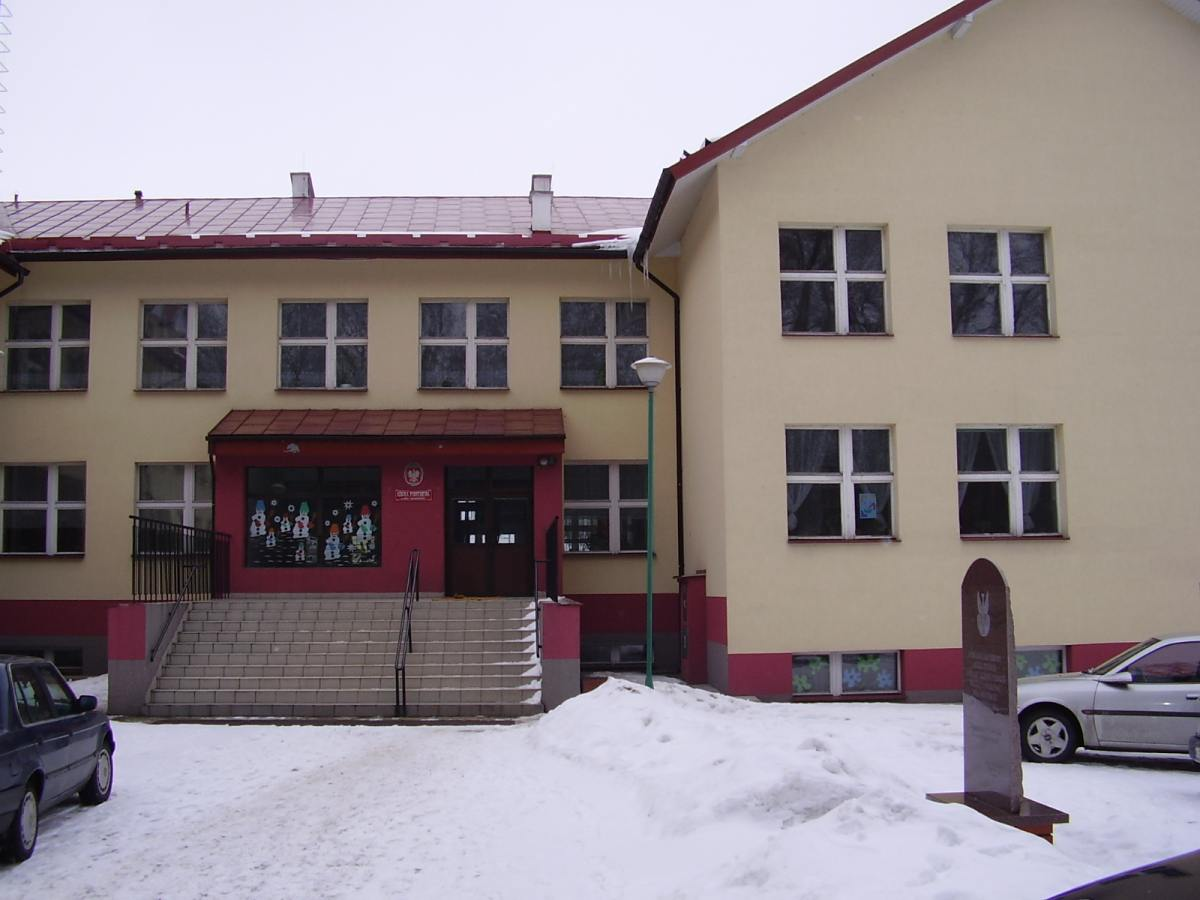
Zespół Placówek Oświatowych, wejście
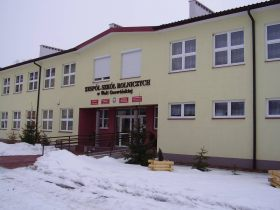
Zespół Szkół Rolniczych, wejście

## Kościoły i związki wyznaniowe
- Kościół Wniebowzięcia NMP przy Parafii Narodzenia NMP ul. Parkowa 5

## Spis ulic Woli Osowińskiej
- Kocka
- Filipińska
- Górna
- Krzywie
- Nowa
- Parkowa
- Polna
- Wąska
- Wesoła
- Wola Osowińska-Kolonia

## Sport i rekreacja

### Kluby sportowe
- ULKS „Wolanka” Wola Osowińska – siatkówka mężczyzn
- UKS Wola Osowińska – piłka ręczna, nożna i siatkówka chłopców
- UKS Zespół Szkół Rolniczych Wola Osowińska – piłka ręczna, nożna i siatkówka chłopców
- UKS Wola Osowińska - tenis stołowy

### Obiekty sportowe
- Boisko przy ZPO, przeznaczone do gry w piłkę nożną, ręczną, siatkówkę, koszykówkę oraz pięciobój.
- Hala Sportowa przy ZPO, przeznaczona do gry w piłkę ręczną, siatkówkę i koszykówkę

### Rekreacja i wypoczynek
W Woli Osowińskiej miejscami rekreacyjnymi i wypoczynkowymi są:
- Zespół Dworsko Parkowo Kościelny
- Plac Zabaw przy Gminnym Ośrodku Kultury

## Ochrona zdrowia
Na terenie miejscowości działa przychodnia zdrowia, będąca częścią Praktyki Lekarza Rodzinnego w Borkach i Woli Osowińskiej oraz Gabinet Stomatologiczny. Poza tym w Woli Osowińskiej funkcjonuje apteka.

## Odbiór stacji RTV
Najważniejszym nadajnikiem Radiowo-Telewizyjnym obsługującym Wolę Osowińską jest RTCN Ryki. Siła i jakość sygnału odbieranych drogą cyfrową programów telewizyjnych jest bardzo dobra. Odległość w linii prostej między Wolą Osowińską a nadajnikiem to około 35 km. Kolejnymi nadajnikami już o mniejszej sile sygnał są RTCN Piaski i RTCN Łosice, w województwie mazowieckim. Odległość między stacjami w linii prostej wynosi odpowiednio około 70 km i ok. 60 km. Nadajniki o najmniejszej, w pewnych momentach zerowej sile sygnału, z województwa lubelskiego to RTCN Tarnawatka i RTON Lublin.

## Internet
Wola Osowińska ma bardzo dobrze rozwiniętą sieć internetową. Na terenie miejscowości znajdują się dwa nadajniki internetowe, dostarczające internet od następujących operatorów:
- Bor-Wan
- Media System

Poza tym przez miejscowość przebiega linia internetowo-telefoniczna Telekomunikacji Polskiej.

## Osoby związane z Wolą Osowińską
- Zdzisław Krasnodębski(1904-1980) – ur. w Woli Osowińskiej, założyciel i pierwszy dowódca Dywizjonu 303
- Zdzisław Gomoła (1918-1977) – ur. w Woli Osowińskiej żołnierz Batalionów Chłopskich, członek ZSL, dwukrotnie poseł na Sejm PRL (IV i VI kadencji), radny gminnej i powiatowej RN,
- Henryk Mateusiak (1951- ) – ur. w Woli Osowińskiej, sekretarz gminy Borki do 1998 roku, wójt gminy Borki (1998-2014), od 2015  sekretarz gminy Czemierniki
- Wacław Tuwalski (1909-1995) – działacz społeczny, kierownik Szkoły Podstawowej w Woli Osowińskiej (1932–1973), założyciel i pierwszy prezes Towarzystwa Regionalnego i Muzeum Regionalnego w Woli Osowińskiej, założyciel i pierwszy dyrektor Szkoły Rolniczej w Woli Osowińskiej
- ks. Roman Ryczkowski (1901-1940) – proboszcz parafii Narodzenia NMP w Woli Osowińskiej (1930–1932), oraz parafii Przemienienia Pańskiego i św. Andrzeja Boboli w Rudnie
- Sławomir Sosnowski (1957- ) – dyrektor Zespołu Szkół Rolniczych w Woli Osowińskiej (1999–2003), wicekurator oświaty w Lublinie (2003-2006), od 2014 marszałek woj. lubelskiego
- Stefan Żbikowski(1891-1937), ros. Стефан Жбиковский – ur. w Woli Osowińskiej w guberni siedleckiej, zm. w Moskwie) – polski działacz komunistyczny, oficer Armii Czerwonej, a następnie wojskowych służb specjalnych ZSRR (Razwiedupru)[13]